# Rio Bosnyak
O Rio Bosnyak é um rio da Romênia afluente do Rio Târnava Mare, localizado no distrito de Harghita.